# Giro del Belgio 1976
Il Giro del Belgio 1976, sessantesima edizione della corsa, si svolse in cinque tappe tra l'8 marzo e il 1º aprile 1976, per un percorso totale di 953 km e fu vinto dal belga Michel Pollentier.

## Tappe
| Tappa  | Data      | Percorso                      | km  | Vincitore di tappa | Leader cl. generale |
| ------ | --------- | ----------------------------- | --- | ------------------ | ------------------- |
| 1ª-1ª  | 28 marzo  | Meerbeke (Cron. individuale)  | 20  | Freddy Maertens    |                     |
| 1ª-2ª  | 28 marzo  | Meerbeke > Renaix             | 117 | Walter Planckaert  |                     |
| 2ª     | 29 marzo  | Drongen > Mol                 | 175 | Walter Godefroot   |                     |
| 3ª     | 30 marzo  | Mol > La Calamine             | 227 | Michel Pollentier  |                     |
| 4ª     | 31 marzo  | La Calamine > Mons            | 220 | Jan Raas           |                     |
| 5ª-1ª  | 1º aprile | Mons > Molenbeek              | 124 | Walter Planckaert  |                     |
| 5ª-2ª  | 1º aprile | Molenbeek (Cron. individuale) | 70  | Piet van Katwijk   | Michel Pollentier   |
| Totale | Totale    | Totale                        | 953 |                    |                     |

## Dettagli delle tappe

### 1ª tappa-1ª semitappa
- 28 marzo: Meerbeke – Cronometro individuale – 20 km

Risultati
| Pos. | Corridore         | Squadra        | Tempo  |
| ---- | ----------------- | -------------- | ------ |
| 1    | Freddy Maertens   | Flandria-Velda | 29'08" |
| 2    | Walter Planckaert | Maes Pils      | s.t.   |
| 3    | Roger Swerts      | Molteni        | s.t.   |

### 1ª tappa-2ª semitappa
- 28 marzo: Meerbeke > Renaix – 117 km

Risultati
| Pos. | Corridore          | Squadra        | Tempo    |
| ---- | ------------------ | -------------- | -------- |
| 1    | Walter Planckaert] | Maes Pils      | 3h04'10" |
| 2    | Freddy Maertens    | Flandria-Velda | s.t.     |
| 3    | André Dierickx     | Maes Pils      | s.t.     |

### 2ª tappa
- 29 marzo: Drongen > Mol – 175 km

Risultati
| Pos. | Corridore         | Squadra        | Tempo    |
| ---- | ----------------- | -------------- | -------- |
| 1    | Walter Godefroot] | Ijsboerke      | 3h53'33" |
| 2    | Freddy Maertens   | Flandria-Velda | s.t.     |
| 3    | Walter Planckaert | Maes Pils      | s.t.     |

### 3ª tappa
- 30 marzo: Mol > La Calamine – 227 km

Risultati
| Pos. | Corridore          | Squadra   | Tempo    |
| ---- | ------------------ | --------- | -------- |
| 1    | Michel Pollentier] | Flandria  | 6h01'45" |
| 2    | Patrick Perret     | Miko      | a 4'42"  |
| 3    | Wilfried David     | Ijsboerke | a 4'45"  |

### 4ª tappa
- 31 marzo: La Calamine > Mons – 220 km

Risultati
| Pos. | Corridore         | Squadra    | Tempo    |
| ---- | ----------------- | ---------- | -------- |
| 1    | Jan Raas]         | TI-Raleigh | 6h32'32" |
| 2    | Walter Planckaert | Maes Pils  | a 5"     |
| 3    | Piet van Katwijk  | TI-Raleigh | s.t.     |

### 5ª tappa-1ª semitappa
- 1º aprile: Mons > Molenbeek – 124 km

Risultati
| Pos. | Corridore          | Squadra    | Tempo    |
| ---- | ------------------ | ---------- | -------- |
| 1    | Walter Planckaert] | Maes Pils  | 3h04'55" |
| 2    | Willy Planckaert   | Maes Pils  | s.t.     |
| 3    | Piet van Katwijk   | TI-Raleigh | s.t.     |

### 5ª tappa-2ª semitappa
- 1º aprile: Molenbeek – Cronometro individuale – 70 km

Risultati
| Pos. | Corridore          | Squadra    | Tempo    |
| ---- | ------------------ | ---------- | -------- |
| 1    | Piet van Katwijk   | TI-Raleigh | 1h40'19" |
| 2    | Frans Verbeeck     | Ijsboerke  | s.t.     |
| 3    | Guido Van Sweevelt | Ijsboerke  | s.t.     |

## Classifiche finali

### Classifica generale
| Pos. | Corridore         | Squadra     | Tempo     |
| ---- | ----------------- | ----------- | --------- |
| 1    | Michel Pollentier | Flandria    | 24h27'25" |
| 2    | Wilfried David    | Ijsboerke   | a 4'50"   |
| 3    | Freddy Maertens   | Flandria    | a 5'51"   |
| 4    | Walter Planckaert | Maes Pils   | a 5'52"   |
| 5    | André Dierickx    | Maes Pils   | a 6'08"   |
| 6    | Jan Raas          | TI-Raleigh- | a 6'35"   |
| 7    | Joseph Bruyère    | Molteni     | a 6'45"   |
| 8    | Walter Godefroot  | Ijsboerke   | a 6'46"   |
| 9    | Willy Planckaert  | Maes Pils   | a 6'48"   |
| 10   | Frans Verbeeck    | Ijsboerke   | s.t.      |

### Classifica a punti
| Pos. | Corridore         | Squadra   | Punti |
| ---- | ----------------- | --------- | ----- |
| 1    | Walter Planckaert | Maes Pils | ?     |

### Classifica a squadre
| Pos. | Squadra           | Tempo |
| ---- | ----------------- | ----- |
| 1    | Ijsboerke-Colnago | ?     |